# Sonet 6 (William Szekspir)

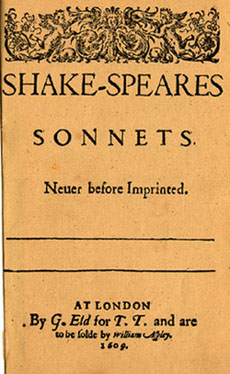
Strona tytułowa pierwszego wydania sonetów Shakespeare’a

Sonet 6 (Więc nie daj, aby dłoń zimy spękana) – jeden z cyklu sonetów autorstwa Williama Shakespeare’a.

## Treść
Sonet ten jest bezpośrednio połączony z sonetem 5. Być może jest tak dlatego, że miały one pierwotnie stanowić jedność, lub był to celowy zabieg, pokazujący łączenie w pary utworów swego rodzaju węzłem małżeńskim.
W utworze tym ukazane są pory roku, ilustrujące przemijanie i konieczność zostawienia po sobie śladu na ziemi w postaci potomka.